# Carme Sala i Bigas
Carme Sala i Bigas, en religió Maria Lourdes (Tona, Osona, 29 d'octubre de 1920 - Vic, 28 de desembre de 1952) fou una monja dominica a Vic. Ha estat proclamada serventa de Déu per l'Església catòlica.
Nascuda a Tona en una família nombrosa i humil, aviat manifestà la seva vocació religiosa. El 14 d'abril de 1941 va ingressar al convent de Santa Clara de Vic, de l'orde de les Monges Dominiques, on prengué el nom de Maria Lourdes. Treballadora i alegre, sovint romania en silenci i meditant, especialment al voltant del misteri de la Santíssima Trinitat. Aviat, però, emmalaltí i passà la resta de la seva vida malalta, sense que els metges acabessin de trobar què tenia. Aquests arribaren a acusar-la de no menjar expressament per continuar malalta: tenia un càncer d'estómac que no la deixava fer-ho. Va morir en 1952 per aquesta causa, en llaor de santedat.
El seu procés de beatificació va iniciar-se en 1987 a instància del convent de l'orde de Sant Cugat del Vallès, que ho demanà a la diòcesi de Vic. Fou iniciada la investigació diocesana i es proclamà serventa de Déu. Llorenç Galmés n'ha escrit una biografia.